# Szymbory-Włodki
Szymbory-Włodki – wieś w Polsce położona w województwie podlaskim, w powiecie wysokomazowieckim, w gminie Szepietowo.
W latach 1975–1998 miejscowość administracyjnie należała do województwa łomżyńskiego.
Wierni kościoła rzymskokatolickiego należą do parafii św. Apostołów Piotra i Pawła w Jabłoni Kościelnej.

## Historia
Miejscowość wymieniona w aktach sądowych ziemi bielskiej w roku 1527.
W 1827 wieś liczyła 17 domów i 86 mieszkańców. Pod koniec wieku XIX wchodziła w skład tzw. okolicy szlacheckiej Szymbory w powiecie mazowieckim, gmina Szepietowo, parafia Jabłoń Kościelna.
W 1921 r. było tu 15 budynków z przeznaczeniem mieszkalnym oraz 95 mieszkańców (46 mężczyzn i 49 kobiet). Wszyscy podali narodowość polską.

## Obiektyzabytkowe
- dwa krzyże przydrożne, metalowe z cokołem kamiennym z 1. połowy XX w.[10]

## Współcześnie
Ludność trudni się przede wszystkim rolnictwem. Produkcja roślinna podporządkowana hodowli krów mlecznych.
W pobliżu wsi przebiega linia kolejowa Warszawa – Białystok.